# لسان البحر

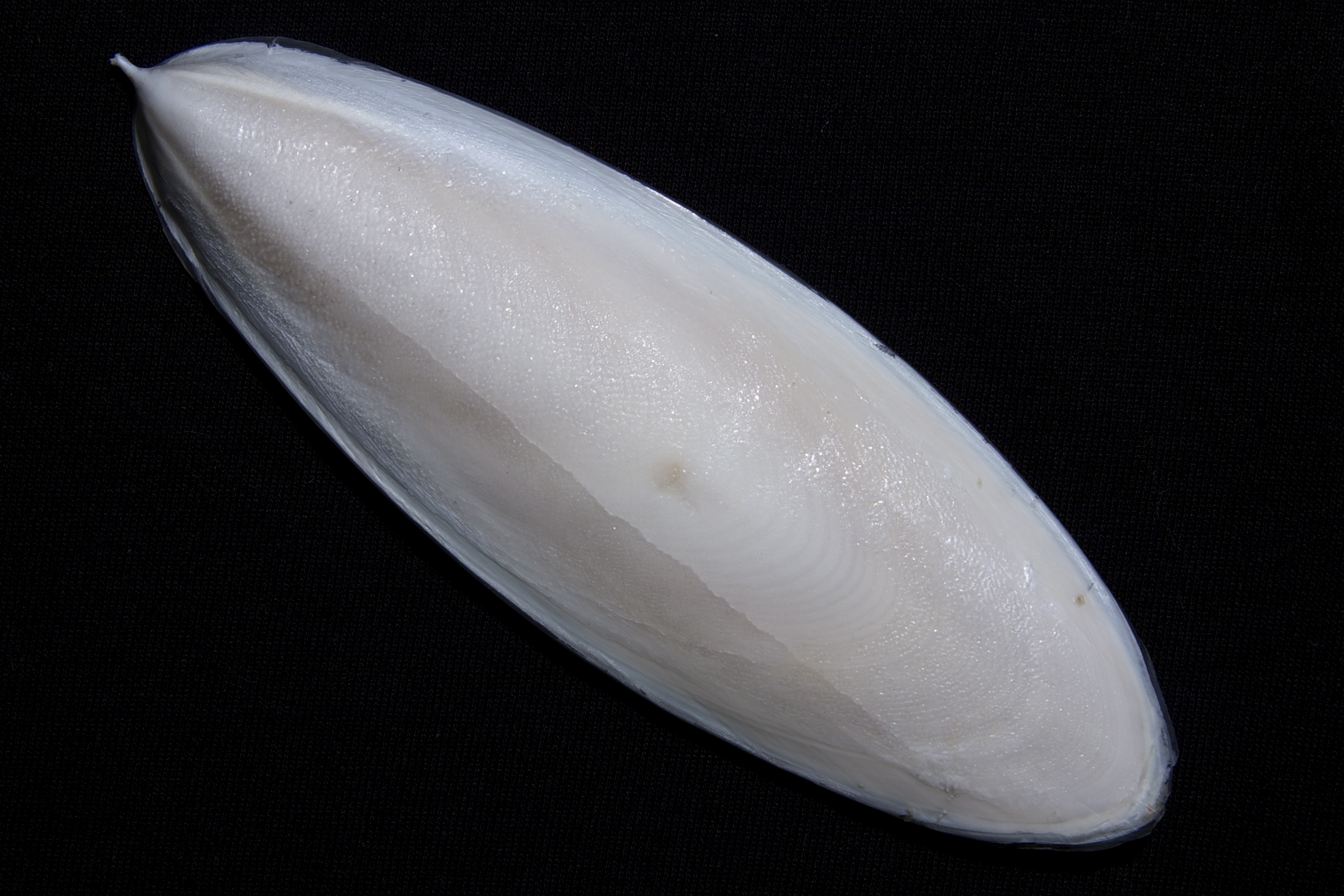
عظم نوع من جنس (الحبار) سيبيا (منظر ظهريّ)

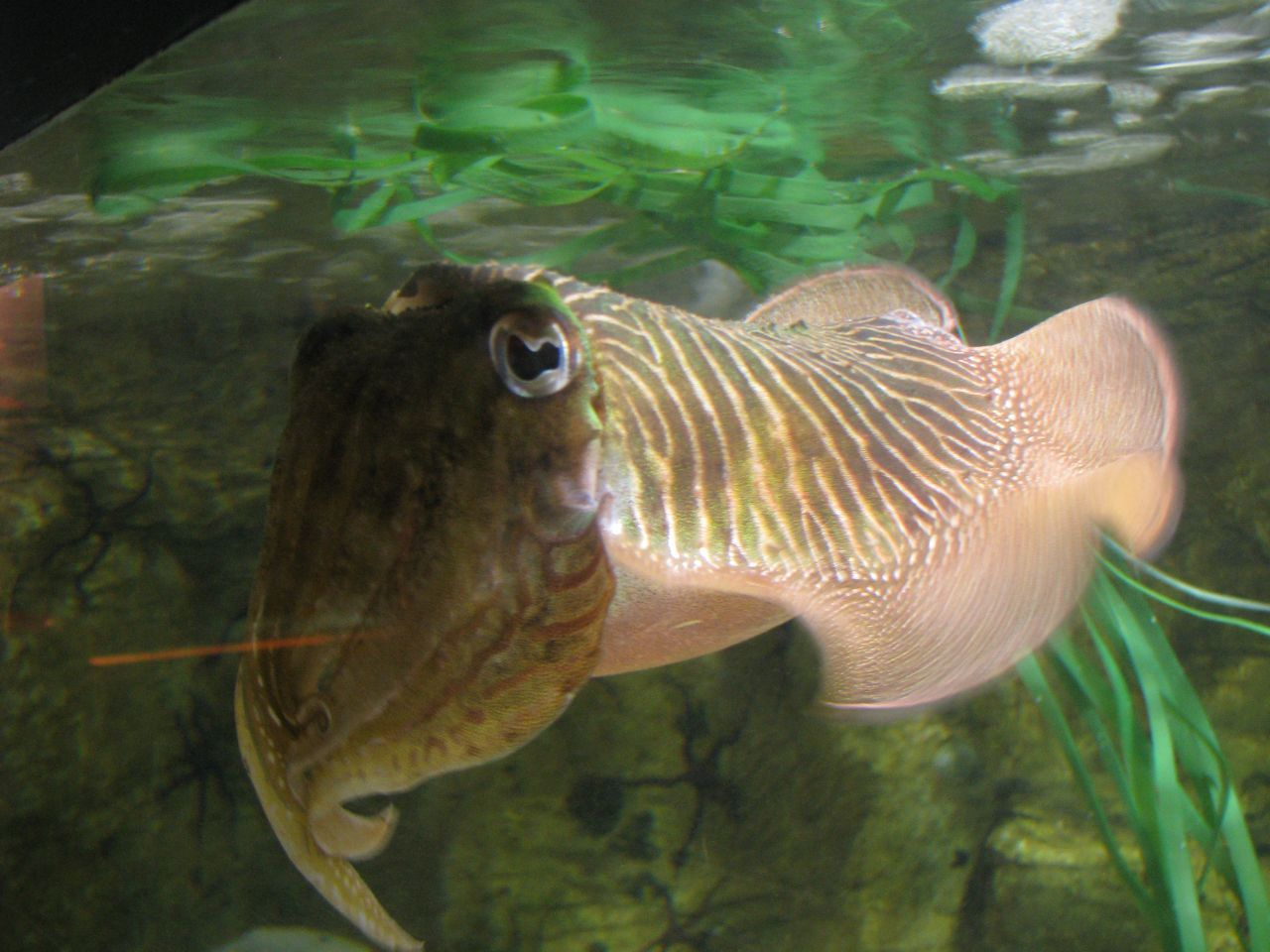
خذاق

لِسَانُ البَحر (شائعة في سواحل الشام وذكرها إبن البيطار في الجامع لمفردات الأدوية والأغذية) أو زَبَدُ البَحر (المغرب عن لكلير) هو عظم أي حبارٍ من جنس سيبيا، وهي عبارة عن صدفة كلسية داخلية تمتلئ فراغاتها بغاز وبتغيير كمية الغاز يستطيع الحبار أن يتحكم بالطفو والغوص.
و في القُصبَة، جنوب جزيرة عبّادان، يسمى فَشِّ الْبَحَر؛ فش يعني الرئة.

## معرض صور

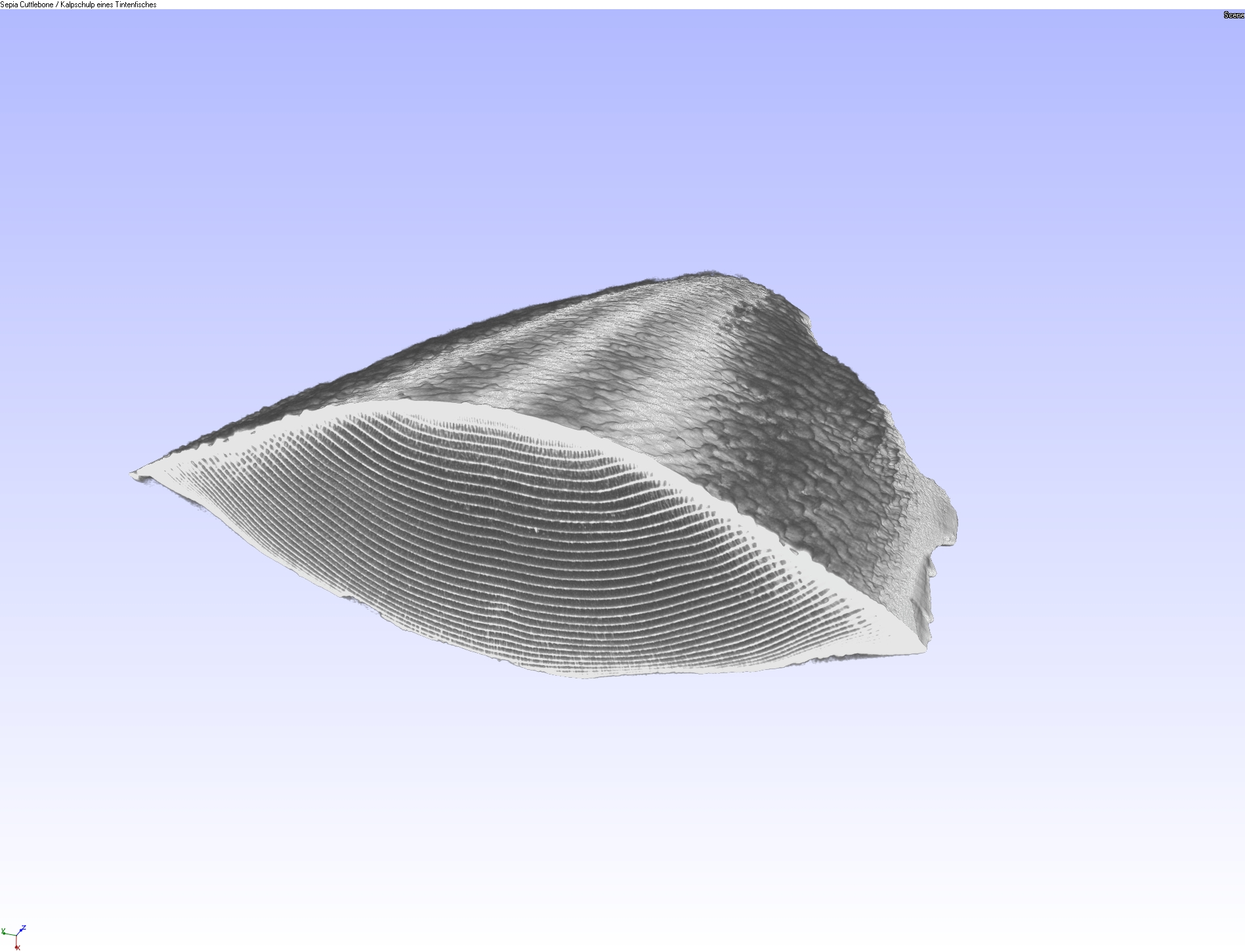
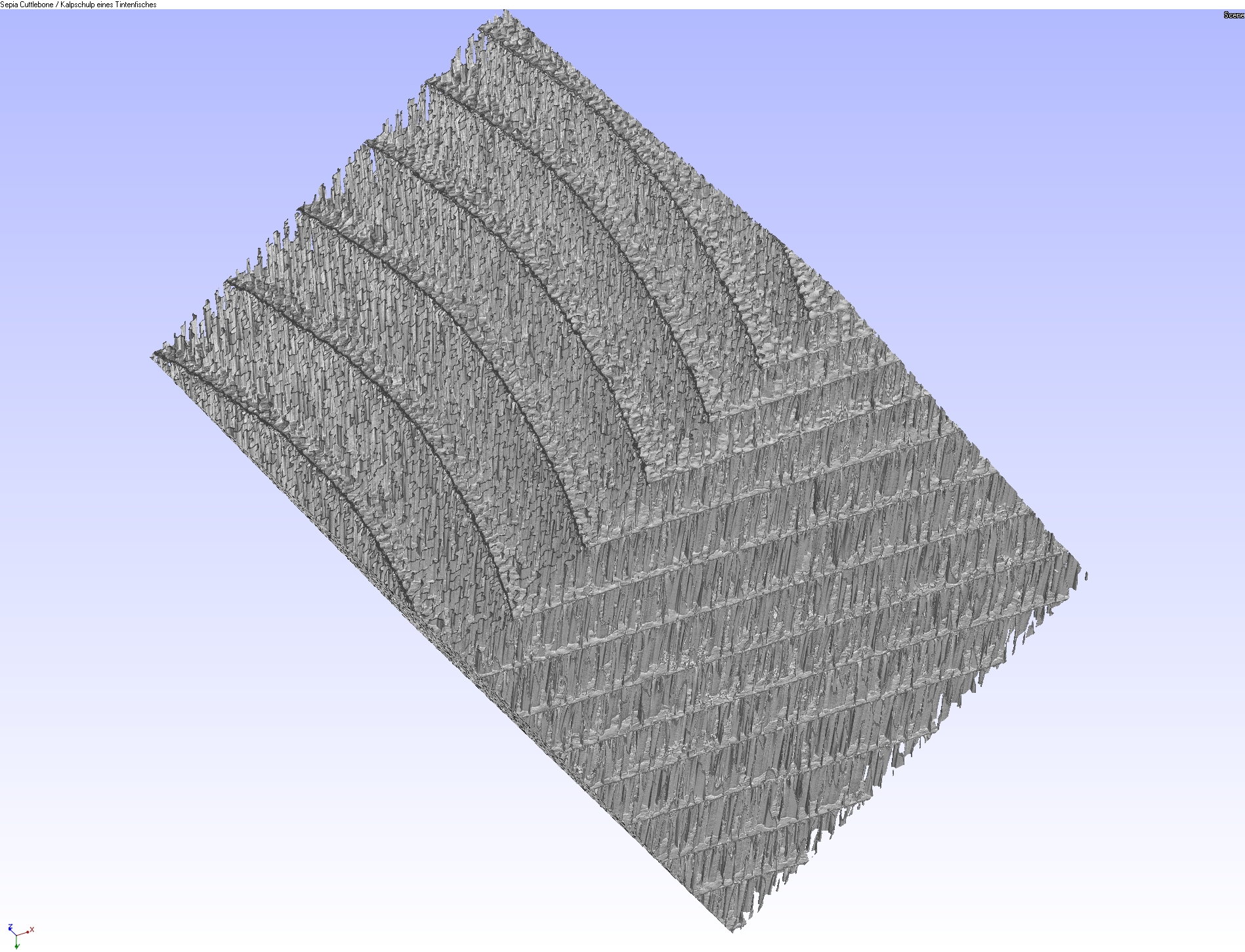
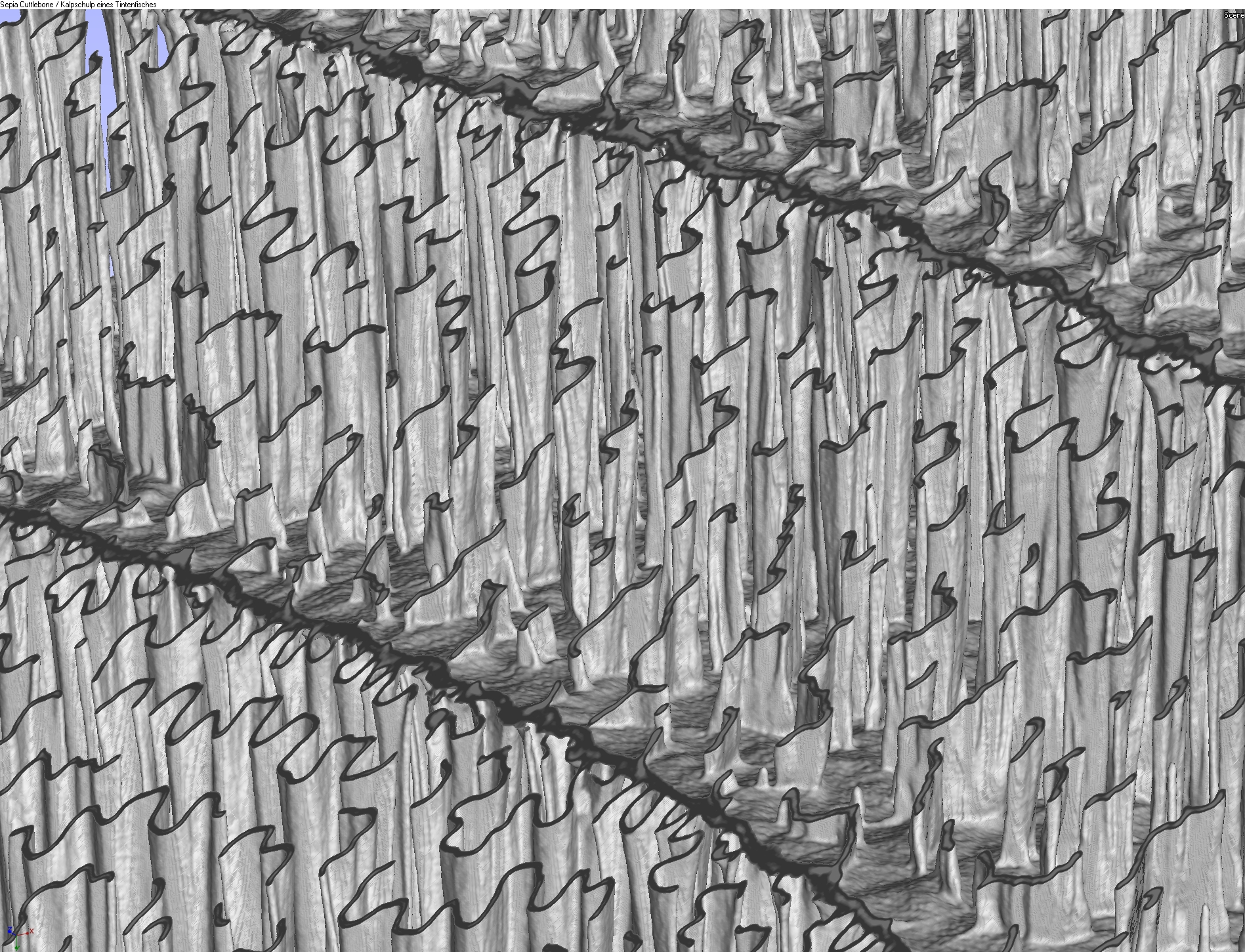
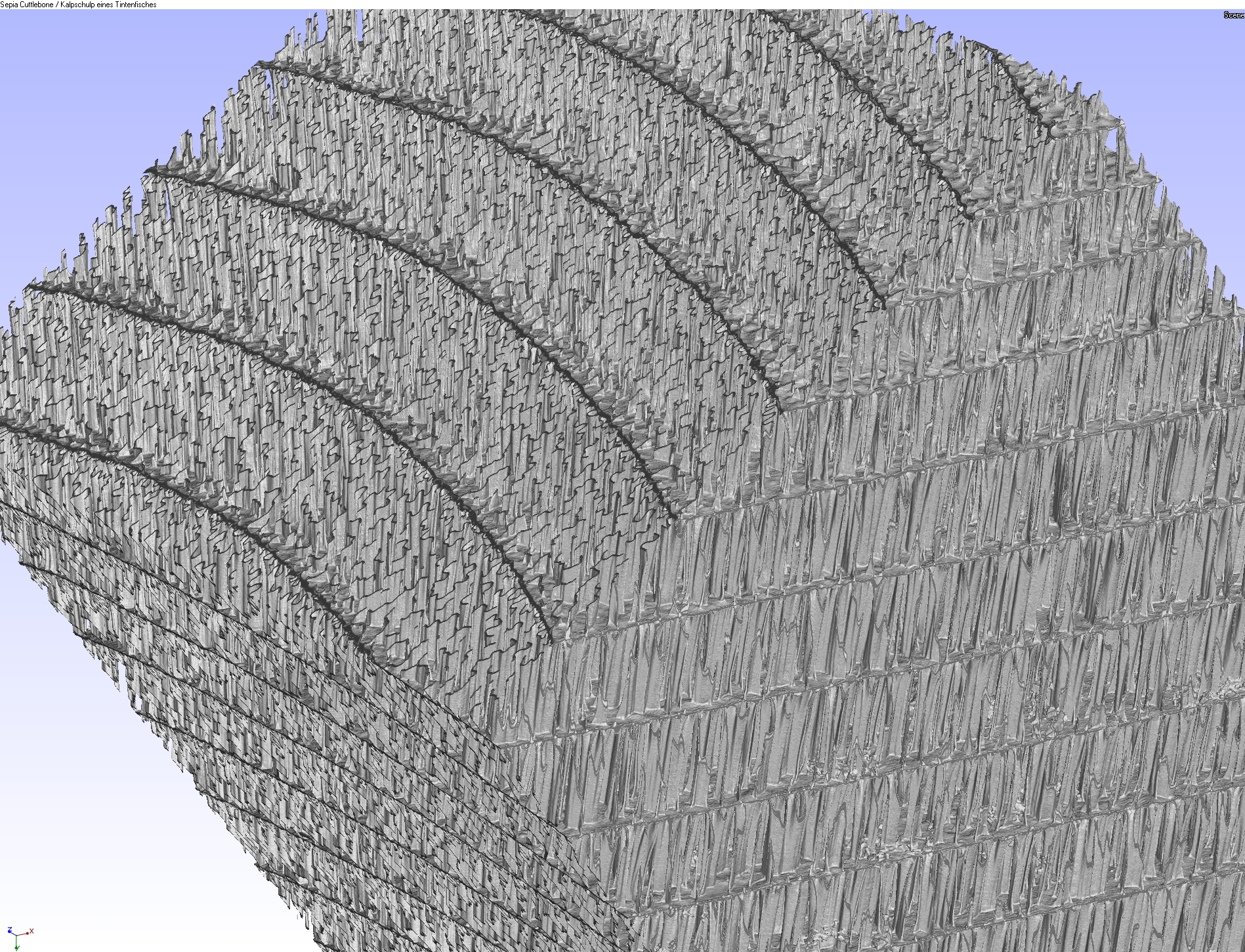